# Alles sal reg kom! (Bloemendaal)
Alles sal reg kom! was een verzetsblad uit de Tweede Wereldoorlog, dat vanaf september 1940 tot half januari 1941 in de regio Bloemendaal, Haarlem, Santpoort, en in beperkte mate ook in Amsterdam, werd uitgegeven. Het blad had een oplage van 100 tot 3000 exemplaren. De inhoud bestond voornamelijk uit algemene artikelen, binnenlandse berichten, humor en nieuwsberichten.

## Geschiedenis
Het plan voor dit blad werd september 1940 op een zolderkamer in Bloemendaal opgestart door drie scholieren van een examenklas. Binnen enkele weken hadden ze een tiental medewerkers gevonden om het plan te verwezenlijken. De kosten moesten uit eigen middelen worden opgebracht. Ook reproduceerden en verkochten ze op grote schaal foto's van het Koninklijk Huis om de onkosten te bestrijden. Het doel van het blad was om de Duitse propaganda te weerleggen, en de berichten die de Nederlandse bevolking niet konden bereiken te verspreiden. Naast artikelen van politieke en informatieve aard werden ook hekeldichten en spotprenten gepubliceerd.
In januari 1941 moest de uitgave worden beëindigd, omdat een van de medewerkers de zaak had verraden. De beruchte Emil Rühl van de Sicherheitspolizei kon daardoor op 23 januari een aantal medewerkers arresteren. Alle personen, die in onderstaande lijst met betrokken personen worden genoemd, werden 9 mei 1941 door het Kriegsgericht in Utrecht veroordeeld  tot gevangenisstraffen, die varieerden van 3 maanden tot 2 jaar. De straffen werden uitgezeten in het Huis van Bewaring aan de Weteringschans en de Strafgevangenis aan de Havenstraat.

## Betrokken personen
- P. Kraaijer
- W.H. van Paasschen
- J. Potharst
- I. Bloemsma
- H. Valkenberg
- L. Bûtot
- A. van Andel
- A. Cremer
- A. Drabbe jr.
- Th. van Es
- A. Gras